# Kiehl’s
Kiehl’s ist eine US-amerikanische Kosmetikmarke aus New York, mit Stammsitz im East Village. Das Unternehmen ist Namensgeber einer Luxusmarke im Bereich der Hautpflege. Kiehl’s verfügte 2007 mit rund 30–40 % des Umsatzes über einen hohen Anteil an männlichen Kunden. Der Markenumsatz lag 2020 bei über 1 Milliarde US-Dollar. Damit ist Kiehl's eine der drei wichtigsten Marken des französischen Kosmetikkonzerns L’Oréal. Die Markenbekanntheit von Kiehl’s in Deutschland bei männlichen Kosmetikverwendern lag 2022 bei 26 %.

## Geschichte
Der Namensgeber John Kiehl eröffnete im Jahre 1851 eine Apotheke in Manhattan an der Third Avenue in der Gegend zwischen dem Union Square und dem, was heute als „East Village“ bezeichnet wird. Kiehl stellte vorwiegend homöopathische Arzneimittel her. Im Jahre 1921 wurde die Apotheke von einem Angestellten, dem Pharmazeuten Irving Morse erworben. Morse begann mit der Entwicklung von Kosmetikprodukten und spezialisierte sich dabei auf die Gesichtspflege.
Sein Sohn Aaron Morse übernahm die Geschäfte in den 1960er-Jahren und entwickelte aus Kiehl’s einen weltweit agierenden Hersteller. Er starb im Jahre 1995. Ihm folgte seine Tochter, Jami Morse Heidegger. Sie expandierte weiter und verkaufte die Firma im April 2000 an den französischen Kosmetikkonzern L’Oréal, der Kiehl’s nun als eine seiner zahlreichen Marken führt.

## Einzelhandelsgeschäfte
Unter dem Markennamen werden weltweit 250 Mono-Label-Stores betrieben. Die ehemalige Apotheke von John Kiehl an der Ecke Third Avenue und 13th Street wird heute als Flagshipstore genutzt. Weiterhin existieren weltweit Verkaufspunkte in Kauf- und Warenhäusern.

## Rezeption und Kritik
Die Produkte werden als seit 1851 verfügbare Apothekenkosmetik mit puristischem und schlichtem Äußeren vermarktet.
Die Kosmetik wurde 2019 von Ökotest kritisiert, weil die Kiehl’s Kosmetik oft harte Chemie beinhalte. Das Unternehmen nutzt Parabene oder Butylhydroxytoluol (BHT), um die Seren, Lotionen und Cremes haltbar zu machen. Darüber hinaus stecken in den Tiegeln und Tuben der L’Oréal-Tochter teils chemische UV-Filter, Öle und Wachse auf Mineralölbasis, halogenorganische Verbindungen oder PEG-basierte Emulgatoren.